# Куэва-де-Вилья-Лус
Куэва-де-Вилья-Лус (исп. Cueva de Villa Luz — «пещера освещённого дома», также известна как исп. Cueva de la Sardina, исп. Cueva de las Sardinas, исп. Cueva del Azufre) — пещера, расположенная в двух километрах к югу от города Тапихулапа (муниципалитет Такотальпа в штате Табаско, южная Мексика). Относится к гипогенному типу, то есть образована в результате действия поступающей из недр планеты, а не просачивающейся сверху воды. Пещера появилась в результате размывания серо-насыщенными водотоками массива микрокристаллического известняка нижнемелового периода. Наряду с пещерой Лечугилья в США и пещерой Мовиле в Румынии), Куэва-де-Вилья-Лус является одной из трёх пещер в мире, которые образовались в результате воздействия серной кислоты на горные породы. Происхождение поступающего в пещеру сероводорода окончательно не выяснено, но существует два его возможных источника: нефтяной бассейн Вилья в примерно 65 километрах к северо-западу (по другим источникам, в 50 километрах) или проходящий в десяти километрах от пещеры андезитовый поток третичного периода (который породил извергающийся с 1982 года вулкан Эль-Чичон в 50 километрах к западу от пещеры). Некоторые специалисты на основе содержания изотопа серы 34S в атмосферном сероводороде и химического анализа подземных вод склоняются к версии нефтяного происхождения сероводорода в пещере.

## Окрестности
Пещера расположена в холмистой зоне тропического климата с пышной растительностью и обильными осадками (550 сантиметров в год). Вмещающий пещеру массив известняка находится в простирающейся на северо-запад геологической антиклинали с центральным возвышением к югу от Куэва-де-Вилья-Лус по оси восток-северо-восток. К северо-востоку от пещеры бьёт не меньше 9 насыщенных серой поверхностных и подземных источников, схожих по температуре и уровню кислотности с пещерой и приуроченных к северо-северо-западной (пониженно-вогнутой) границе указанной антиклинали. При этом в трёх поверхностных и двух подземных источниках (в пещере The Other Buzzing Passage) зафиксированы пузырьки газа (предположительно, диоксид углерода CO2). Учёные предполагают, что вода других источников тоже имела в своём составе газ, но утратила его до выхода на поверхность.
Пещера является единственной в своем массиве известняка, однако рядом с ней расположено ещё несколько пещер в известняковых породах. Бьющие из-под земли ключи питают подземные водоемы пещеры Эль Асуфре. В 27 километрах к западо-северо-западу на поверхность земли выходит фреатическая подземная система в виде сернистого целебного источника. Химический состав и температура указанных источников также имеет много общего с водными потоками Куэва-де-Вилья-Лус. В семи километрах к востоку от Эль Асуфре находится популярная среди туристов пещера Грутас-де-Кокона, появившаяся в результате размывания известняка гипогенными потоками (в настоящее время вода в пещеру не поступает). В километре к востоку от Куэва-де-Вилья-Лус находится аналогичная древняя гипогенная пещера Грутас-де-Куэста-Чика.

## Изучение
Сама пещера представляет собой научный интерес как сравнительно легкодоступный для изучения пример развитой хемоавтотрофной экосистемы и спелеогенеза на основе соединений серы, а также как место проведения религиозных ритуалов коренными жителями Мексики в древности. По сравнению с румынской пещерой Мовиле изучение этой пещеры не требует погружения в воду в водолазном снаряжении. Но изучение пещеры затруднено опасными для здоровья людей газами (сероводородом, угарным газом, углекислым газом, сернистым газом) которыми насыщена атмосфера Куэва-де-Вилья-Лус. Поэтому требуется применения химических анализаторов для определения уровня сероводорода в воздухе и зачастую работа в пещере возможна только в противогазах.
Первое научное исследование пещеры осуществили биологи Гордон и Розена в 1962 году, задачей которых было изучение обитающих там рыб, насекомых и пауков.
В феврале 1987 года пещеру посетили спелеологи Джим Писарович и Уоррен Нидертон, которым местные жители рассказали о вытекающем из пещеры странном потоке белого цвета. Сделанные ими фотографии внутри пещеры были представлены на собрании Национального спелеологического общества в 1988 году.
В ходе экспедиции 1988 года химик и спелеолог Марк Минтон с помощью индикаторной бумаги определил уровень кислотности капель из снотитов (англ. snottites). Снотиты представляют собой слизистые сталактиты с живущими внутри них колониями микробов.
Экспедиция 1989 года провела отбор проб атмосферного сероводорода, а также собрала образцы серы и гипса для изотопного анализа.
Во время экспедиции 1988 года была составлена предварительная, а во время экспедиций 1996—1997 и 1998 годов — точная карта пещеры. Также во время экспедиции 1996—1997 года были собраны образцы отложений со стен, пола, потолка и сталактитов для биологического анализа, что позволило глубже изучить колонии бактерий в среде с низких уровнем pH.
В 1989 году индикаторной трубкой насоса Китагава (типы SA и SB) был осуществлён первый забор проб воздуха для определения уровня сероводорода. Всего в результате 9 поездок февраля — марта 1989 года, 3 экспедиций декабря 1996 года и 6 экспедиций января 1997 года было собрано 82 пробы воздуха в 8 местах пещеры (результаты обобщены в таблице № 2).
В январе 1998 года пещеру посетила комплексная группа исследователей в составе спелеологов, биологов, микробиологов, геологов, гидрохимиков и минерологов.
В настоящее время пещеру изучают Пегги Палмер (гидрохимия и смежные области науки), Диана Нортуп из университета Нью-Мексико (микробная биология), Хосе Паласиос-Варгас из Национального автономного университета Мексики (биология беспозвоночных), Харвей ДуЧене (серная минералогия) и Джекоб Парзефал из университета Гамбурга (изучение рыб).

## Морфология пещеры
Пещера имеет общую изученную длину в 1900 метров, амплитуда составляет порядка 25 метров. Главный тоннель пещеры повторяет направление простирающейся на северо-восток жилы коренной породы (около главного выхода коренная порода меняет своё направление на восток и пещера тоже повторяет этот изгиб). В своём простирании пещера понижается вниз к главному входу по мало-угловому геологическому срыву. В том месте, где круто-наклонный (до степени разлома) геологический разрыв под прямым углом пересекает пещеру, существует локальное расширение размеров подземных проходов.
Помимо главного входа, Куэва-де-Вилья-Лус соединена с поверхностью 24 или 25 (по разным источникам) вертикальными колодцами провально-карстового происхождения (попадающий через которые в пещеру солнечный свет дал ей название «Пещера освещённого дома»). В этих колодцах встречаются такие характерные для карстового ландшафта элементы, как природные перемычки-мосты, карровые стенки и каменные глыбы на дне. Дно пещеры представлено труднорастворимой коренной породой с разрушением преимущественно эрозией от текущего по нему подземного потока и в отличие от стен и потолка имеет малое количество отложений от химического выщелачивания известняка. Образовавший пещеру поток течёт на уровне 80 метров от поверхности мирового океана и 40 метров от местного гидрологического уровня (рек Аматан и Оксокотлан).

## Натёчные образования
Из натёчных образований наибольшее распространение в пещере получили скопления кристаллов селенита, которые сформировались в субаэральной (воздушной) среде на коренной породе стенок над пещерными потоками. Россыпи и отдельные экземпляры кристаллов селенита обычно располагаются на нижней части свисающих с потолка каменных наростах и вогнутых вниз сторонах уступов. Кристаллы селенита имеют длину 2—4 сантиметра и обычно попадаются вместе с гроздями мелкокристаллической серы и микробными вуалями снотитов (англ. snottites). На западной стороне Сала Гранде обнаружено небольшое скопление boxwork (ячеистых структур на стенах). Пол пещеры покрыт пастообразным налетом из микрокристаллического гипса с уровнем кислотности pH 1,0—3,0. Стены пещеры покрыты налётом из белого «пещерного молока» и слизи чёрного, коричневого, оранжевого, зелёного и красного цвета.
Традиционные кальцитовые образования мало распространены в Куэва-де-Вилья-Лус. В местах взаимодействия сернистой пещерной воды и попадающей через провальные колодцы поверхностной воды возникли травертиновые отложения в Снот Эавен и Мидвай Спрингс. Кальцитовые отложения также встречаются около Casa de los Murciélagos, в северо-восточной оконечности Соо и у входа в The Other Buzzing Passage. В прилегающей к главному входу основному тоннелю пещеры обнаружено несколько сильно повреждённых коррозией сталактитов и кальцитовых драпировок. В близко расположенных к выходам на поверхность частям пещеры с повышенным содержанием кислорода в атмосфере обнаружены окаменелые ископаемые сталактиты и сталагмиты.

## Водоёмы

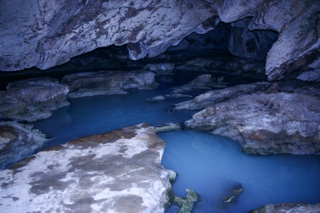
Водоем в пещере

Из пола пещеры бьют 20 источников термальной (с температурой в 28 градусов, что на 3 градуса больше обычной температуры других местных водотоков) насыщенной серой воды. Дополнительно из узких, непроходимых трещин вытекает ещё четыре ручья. Все указанные источники сливаются в один единый поток, который течёт через пещеру к её выходу и затем впадает в близлежащую реку. В дождливый сезон расход воды в главном потоке составляет 290 литров в секунду (замеры января 1998 года), а в сухой сезон — 270 литров в секунду (замеры апреля 1998 года). Также через вертикальные колодцы в своде в пещеру попадают воды весенних ливней. Согласно измерениям уровень кислотности (pH) в пещерных источниках составляет 6,6—7,3 (±0,1), а главного потока — от 7,2 в верховьях у ключей до 7,4 на выходе из пещеры. В течении главного водотока замечены плывущие белые нити 2—3 сантиметра длиной.
Все пещерные воды делятся на две категории: во-первых, имеющие высокое содержание H2S (300—500 миллиграммов на литр), pCO2=0,03—0,1 атмосферы, без признаков O2, во-вторых, с низким содержанием H2S (менее 0,1 миллиграмма на литр), pCO2=0,02 атмосферы, низким содержанием O2 (до 4,3 миллиграмма на литр). Воды Куэва-де-Вилья-Лус представляют собой смесь сульфатов, карбонатов и хлоридов.
Таблица № 1. Анализ подземного потока пещеры (Gordon и Rosen 1962 год).
| Температура (апрель 1946 года)  | 28 °C               |
| Температура (декабрь 1955 года) | 30 °C               |
| Кислотность (pH)                | 7,0—7,2             |
| Хлорид                          | 1,5 × 10-2 M        |
| Натрий                          | 2 × 10-5 M          |
| Калий                           | 3 × 10-4 M          |
| Кальций                         | 6 × 10-3 M          |
| Фосфат                          | Не обнаружено       |
| Сульфат                         | 9 × 10-3 M          |
| Сероводород                     | Слабый запах в воде |

## Атмосфера
Химический состав пещерной атмосферы нестабилен: нередко случается эпизодическое повышение уровня сероводорода и угарного газа, а также понижение концентрации кислорода в воздухе (до 9,6 % по сравнению с обычными 21 %). Важную роль в регулировании состава воздуха играют вертикальные колодцы в потолке пещеры, через которые наружу уходит сероводород и угарный газ, а внутрь поступает кислород. Вредные газы концентрируются в низких частях пещеры. В воздухе пещеры высока концентрация сероводорода, однако его уровень ниже в районе главного входа и провальных колодцев и наоборот выше в глубине пещеры (достигая максимума в Сала Гранде-комната летучих мышей). Данная закономерность вероятна связана с проникновением в пещеру внешнего воздуха, который разбавляет насыщенную сероводородом атмосферу пещеры. Также концентрация сероводорода понижается в самых высоких и сравнительно сухих местах пещеры. Концентрация H2S временами доходит до 210 пропромилле, а SO2 до 35 пропромилле. Человек ощущает присутствие сероводорода в воздухе ещё при входе в пещеру в виде сильного запаха тухлых яиц.
Таблица № 2. Анализ проб воздуха пещеры на содержание сероводорода по результатам отобранных в 9 поездках 82 проб воздуха (1989, 1996 и 1997 годы). SD — статистический разброс данных относительно среднего значения, N — количество взятых проб воздуха на данном участке, Range — концентрация сероводорода в воздухе в пропромилле
| Место                             | Значение | SD    | N  | Range |
| Главная входная комната           | 15,67    | 7,50  | 18 | 6—30  |
| Большая комната Кэт Бокса         | 19,22    | 5,81  | 9  | 10—27 |
| Выход нижнего течения Соо         | 5,67     | 3,65  | 9  | 1—12  |
| Сала Гранде-комната летучих мышей | 40,00    | 10,72 | 10 | 25—55 |
| Сала Гранде                       | 18,22    | 6,11  | 9  | 8—25  |
| Область свежего воздуха           | 1,00     | 1,05  | 9  | 0—3   |
| Входы-световые окна               | 11,11    | 6,01  | 10 | 3—18  |
| Соо                               | 9,89     | 4,38  | 9  | 3—16  |

## Химические реакции
В пещере идет несколько химических реакций (в упрощенной схеме поступающий из недр планеты сероводород при смешивании с водой превращается в серную кислоту, которая в свою очередь при взаимодействии с известняком преобразует его в гипс). Снизу в кислородную атмосферу пещеры поступает насыщенная сероводородом вода, а сверху через горную породу просачивается дождевая влага. Часть поступающего в пещеру сероводорода растворяется в подземных водотоках до элементарной серы (которая придает потоку цвет от молочно-прозрачного до непрозрачного), а часть выделяется в атмосферу пещеры. При взаимодействии пещерной воды и атмосферного кислорода сероводород соединяется с кислородом, образуя в результате реакции элементарную серу и воду. Эта реакция может иметь как абиотический, так и биологический (микробный) характер.
2 H2S + O2 → 2Sº + 2H2O
Другие бактерии из серы и сероводорода создают серную кислоту:
2Sº + 3O2 + 2H2O → 2SO42− + 4H+
H2S + 2O2 → SO42− + 2H+
Серная кислота при растворении в воде распадается на анионы сульфата SO42− и катионы водорода H+.
Содержащийся в известняке карбонат кальция при взаимодействии с серной кислотой распадается и в качестве одного из продуктов данной реакции образуются сульфат-ионы:
CaCO3 + H2SO4 → Ca2+ + H2O + CO2 + SO42-
Карбонат кальция расщепляется при взаимодействии с катионами водорода с высвобождением ионов кальция:
CaCO3 + 2H+ → Ca2+ + H2O + CO2
Ионы кальция при взаимодействии с сульфат-ионами образуют гипс:
Ca2+ + SO42− + 2H2O → CaSO4·2H2O
Ещё одной протекающей в пещере реакцией является взаимодействие карбоната кальция и углекислого газа с водой с образованием гидрокарбоната кальция, которая тоже разрушает известняк. Углекислый газ поступает из пещерной атмосферы, гипогенных вод, а также от вышеперечисленных реакций.
CaCO3 + H2O + CO2 → Ca(HCO3)2
Конечным результатом всех химических реакций является замещение известняка гипсом по стенам и потолку пещеры. Однако сформировавшийся слой гипса постепенно обваливается на дно пещеры (где разрушается и уносится наружу водой) и химическое взаимодействие серной кислоты идет уже с новыми, более глубокими слоями известняка. Учёные оценивают возраст пещеры в несколько тысяч лет, что делает Куэва-де-Вилья-Лус сравнительно молодой среди большинства пещер Земли. Исходя из объёма поступающего в пещеру сероводорода и активности микробного сообщества, ученые предполагают, что нынешняя морфология (очертания) пещеры является её временным состоянием и в будущем изменится в результате активного спелеогенеза.
Из дна пещеры бьёт более дюжины ключей, в воде которых высока концентрация сероводорода (источником которого по мнению ученых является либо близлежащее месторождение нефти либо вулкан Эль-Чичон). При взаимодействии с растворяющимся в воде кислородом сероводород окисляется до коллоидной серы, придающей водным потокам прозрачный белый цвет. Часть сероводорода выделяется из раствора в воздух пещеры и, взаимодействуя с атмосферным кислородом и водой, окисляется до серной кислоты, которая, в свою очередь, разрушает известняк с образованием гипса и угольной кислоты. Отчасти спелеогенезу способствует деятельность окисляющих серу бактерий. Также при взаимодействии атмосферы пещеры и воды образуется углекислый газ, который вносит свой вклад в разрушение известняка. Газовый состав пещеры нестабилен: заметные флуктуации претерпевает концентрация сероводорода, кислорода и угарного газа.

## Использование
Куэва-де-Вилья-Лус была известна и посещалась местным коренным народом Мексики и потомками ольмеков зоки (zoque) из Тапихулапа и её окрестностей на протяжении веков. В сухой сезон они ловили рыбу в пещерном потоке, обставляя это как специальную церемонию под названием Ла Серемония де ла Песка (La Ceremonia de la Pesca). Индейцы поднимались к пещере на лодках по реке Альмандро, откуда к пещере ведет тропа.
Хозяйственное использование пещеры как места рыбалки обеспечивало местные племена источником пропитания, когда запасы еды от прежнего урожая заканчивались, а время сбора нового урожая ещё не наступало. Перед каждой рыбалкой во время специальной ритуальной церемонии шаманы просили богов-хранителей пещеры (носивших имена «Дед» и «Бабушка») позволить людям воспользоваться их дарами. Сама ловля рыбы происходила в ста метрах от входа выше по течению подземного потока традиционным для Центральной Америки методом: в воду опускали измельченные корни лозы барбариса и известь, которые вытесняли из воды кислород и заставляли рыбу подниматься к поверхности, одновременно делая её вялой из-за нехватки кислорода. Проводившаяся на протяжении доисторических и исторических времен церемония была заброшена только в середине 1940-х годов, после перерыва возрождена в 1987 году местным жителем Хосе Васкесом и теперь организуется каждую весну, привлекая сотни людей. Чтобы уменьшить вредное воздействие сероводорода, местные племена не проникают в глубину пещеры и стараются побыстрее покинуть Куэва-де-Вилья-Лус. Рыбалка проводится при помощи свечей, а саму рыбу сушат, чтобы избавиться от привкуса серы.